# Saint-Quay-Perros
Saint-Quay-Perros (bret. Sant-Ke-Perroz) – miejscowość i gmina we Francji, w regionie Bretania, w departamencie Côtes-d’Armor.
Według danych na rok 1990 gminę zamieszkiwało 1375 osób, a gęstość zaludnienia wynosiła 291 osób/km² (wśród 1269 gmin Bretanii Saint-Quay-Perros plasuje się na 457. miejscu pod względem liczby ludności, natomiast pod względem powierzchni na miejscu 1028.).